# ليندا برهانستيبانوف
ليندا برهانستيبانوف (بالإنجليزية: Linda Burhansstipanov)‏ هي عضوة في شيروكي بأوكلاهوما ومعلمة وباحثة في مجال الصحة العامة ومعترف بها على الصعيد الوطني في رعاية مرضى السرطان ودعمها للشعوب الأصلية في الأمريكتين. وهي رائدة في أبحاث السرطان وهي مؤسسة ورئيسة لمؤسسة أبحاث السرطان الأمريكية، وهي منظمة غير ربحية تدرس كيفية تفاعل الحالات الفريدة بين المواطنين الأمريكيين ومعالجة السرطان. وهي أيضا عضوة في المجلس الوطني الاستشاري الوطني للمعاهد الصحية الوطنية حول صحة الأقليات والتفاوتات الصحية.
لدى المجتمعات الأمريكية معتقدات ثقافية مميزة وممارسات تواصلية، وغالباً ما تتأثر بالمحددات الاجتماعية للصحة المرتبطة بالفقر وما يرتبط بها من مخاوف تتعلق بالصحة العامة. عملت برنهانستيبانوف على مجموعة واسعة من المشاريع البحثية المتعلقة بكيفية تشكيل هذه العوامل لمفاهيم المجتمع حول السرطان والعلاج. وهي أيضًا خبيرة في البحث التشاركي المجتمعي، والذي يهدف إلى تمكين المجتمعات كمشاركين متساوين في عملية البحث ونشر العديد من المقالات باستخدام هذه المنهجية.

## وصلات خارجية
- "Native American Cancer Research Staff". Native American Cancer Research. 13 أبريل 2011. مؤرشف من الأصل في 2018-10-22. اطلع عليه بتاريخ 2017-05-09.